# Pachycondyla lineaticeps
Pachycondyla lineaticeps är en myrart som beskrevs av Mayr 1866. Pachycondyla lineaticeps ingår i släktet Pachycondyla och familjen myror. Inga underarter finns listade i Catalogue of Life.